# Svenn Monrad
Svenn Monrad, född 19 augusti 1867 i Helsingør, död 18 januari 1945, var en dansk pediatriker.
Monrad avlade medicinsk examen 1892 och specialiserade sig i pediatrik. Han disputerade för doktorsgraden 1898 på avhandlingen Kliniske Studier over Appendicitis hos Børn, verkade därefter som privatdocent från 1900 och blev Harald Hirschsprungs efterträdare som överläkare vid Dronning Louises Børnehospital 1906 och från samma år docent i pediatrik vid Köpenhamns universitet. Han stiftade Pædiatrisk Selskab 1908 och var dess ordförande till 1913. Han blev titulär professor 1913. 
Monrad var medlem av Nordisk pædiatrisk Forening och var ordförande för Danske Børnelægers Organisation 1916–1919. Ham var även konsulent i Sundhedsstyrelsen från 1919. Han skrev talrika artiklar av pediatriskt-kliniskt innehåll samt bland annat Pædiatriske Forelæsninger og Studier (tre band, 1902–1903) och Moderens Bog (1916).